# كأس أبطال الكؤوس الآسيوية 1996–97
كأس أبطال الكؤوس الآسيوية 1996–97 هو موسم من كأس أبطال الكؤوس الآسيوية. شارك فيه  26 فريقاً، وفاز فيه نادي الهلال السعودي.